# Aster diplostephioides
Espèce
Classification phylogénétique
Aster diplostephioides est une espèce de plante à fleurs du genre Aster, appartenant à la famille des Asteraceae et originaire des zones montagneuses de l'Himalaya et de Chine (ouest du Ganzu, est du Qinghai, sud-ouest et ouest du Sichuan, sud du Xizang et nord-ouest du Yunnan), du Bhoutan et du Cachemire. Elle est cultivée comme plante de rocaille en Europe.

## Description
Cette plante herbacée vivace mesure de 13 cm à 57 cm de hauteur avec un rhizome robuste aux racines épaisses et longues. Elle présente des feuilles à la base en forme de spatules lancéolées et opposées, et des tiges simples, érigées, feuillues et parfois scapiformes de 40 à 45 cm de hauteur en moyenne sous nos latitudes[Lesquelles ?]. Ses pétioles n'excèdent pas 10 cm. Ses fleurs hermaphrodites originales sont de couleur lilas clair à mauve avec des pétales rayonnants, fins et effilés en capitules serrés, en série de deux. Elles font 7 cm de diamètre en moyenne.

## Habitat
Aster diplostephioides se rencontre entre 2 700 mètres et 4 600 mètres d'altitude dans des zones alpines ou subalpines, dans des prairies ou des forêts claires de conifères ou de forêts mixtes. Elle supporte des températures à −25 °C.

## Synonymes
- Aster delavayi Franch.
- Aster diplostephioides var. delavayi (Franch.) Onno

## Culture
Aster diplostephioides pousse en Europe dans tout sol ensoleillé bien drainé, voire gravilloneux, en rocailles et en bordures. Elle attire les abeilles et les papillons. Elle fleurit de la fin août à début octobre.